# Almendralejo
Almendralejo (asztur-leóni nyelven Almendraleju, extremadurai nyelven Mendraleju) település Spanyolországban, Badajoz tartományban. Almendralejo Aceuchal, Alange, Mérida, Solana de los Barros, Torremejía, Villafranca de los Barros, La Zarza és Fuente del Maestre községekkel határos. Lakosainak száma 34 284 fő (2024).

## Népesség
A település lakosságának változását az alábbi diagram mutatja:
| Lakosok száma | 27 806 | 29 132 | 30 741 | 33 588 | 34 319 | 35 014 | 34 543 | 33 474 | 33 741 | 34 284 |
|               | 2001   | 2004   | 2006   | 2009   | 2011   | 2014   | 2016   | 2019   | 2021   | 2024   |